# 金杉秀信
金杉 秀信（かなすぎ ひでのぶ、1925年2月24日 - ）は、日本の労働運動家。元全国造船重機械労働組合連合会（造船重機労連）中央執行委員長、全日本労働総同盟（同盟）副会長、全日本民間労働組合協議会（全民労協）副議長。

## 経歴
東京・向島生まれ。第一寺島高等小学校卒業後、1939年石川島造船所（現・IHI）に養成工として入社。石川島造船所青年学校卒。戦時中に右翼運動家の穂積五一、元共産党員の川﨑堅雄から影響を受けた。敗戦時に退職して家業を手伝うが、かつての仲間から共産党に対抗するため復帰を要請され、1946年に職場復帰。1948年全造船石川島支部執行委員、組織部長。占領政策を批判したかどでGHQに呼び出され、半年で組合役員を辞任。1949年全造船本部執行委員。1952年単独講和賛成の方針が否決されたため全造船本部執行委員を辞任し、全造船石川島分会執行委員・組織部長に復帰。教育宣伝部長、副執行委員長、書記長、執行委員長、組織部長を歴任。この間、全造船の民主化運動を推進。労農前衛党の全国唯一の職場支部を組織。1949年全造船民主化連盟を結成。1951年9月民主労働運動研究会（民労研）幹事。同年12月民主社会主義連盟（民社連）評議員。1956年労働組合第二次生産性視察団団員として渡米。1959年関東五大造船所のインフォーマル組織「全造船二八会」を結成。1962年総評民主化を目指すインフォーマル組織「全国民主化運動連絡会」（全国民連）を結成、会長。石播重工のインフォーマル組織の「統一会議」を結成。1967年石川島民主化総連会（石川島民連）を結成。1960年代後半に全造船民主化から全造船脱退、造船重機労連への結集に方針を転換。
1970年10月全造船石川島分会執行委員長。11月全造船脱退に成功。1972年石播労組中央執行委員長。同年の全国造船重機械労働組合連合会（造船重機労連）結成に尽力。1978年造船重機労連書記長。1978から1980年佐世保闘争を指導。1979年9月から1984年8月全日本金属産業労働組合協議会（金属労協）副議長。1980年造船重機労連中央執行委員長、全日本労働総同盟（同盟）副会長、労働戦線統一準備会幹事。1981年宇佐美忠信の指名で第二次臨時行政調査会（第二臨調）委員（2年間）となり、三公社の民営化の議論などに参加。1982年全日本民間労働組合協議会（全民労協）の結成に関与。1983年石川島播磨重工業の定年を組合決議で1年延長。1983年11月から1984年11月全民労協副議長。1984年臨時教育審議会（臨教審）委員（3年間）となり、教育基本法改正を主張。1984年造船重機労連委員長を退任、同顧問。1985年同盟副会長を退任。
日本生産性本部理事（1980年から）、日本労働会館労使関係研究会事務局長（1987から1997年）、同会副会長（1997から2002年）、全国労働組合生産性会議（全労生）議長（1988から1991年）、インドシナ難民連帯委員会副会長（1989から1993年）、「インドシナ難民およびアジアの恵まれない人々と連帯する委員会」会長（1993から2003年、1996年からアジア連帯委員会）なども務めた。

## 人物
戦後、川﨑堅雄の紹介で佐野学から労働運動の指導を受け、1946年12月に結党された労農前衛党に参加した（1948年2月解散）。佐野が主宰する日本政治研究所（のち日本政治経済研究所）を通じ、鍋山貞親からも指導を受けた。鍋山が主宰する世界民主研究所、1946年に川﨑堅雄、小堀正彦、竪山利忠が設立した勤労時報社にも出入りするようになった。世界民主研究所には宇佐美忠信、塩路一郎、勤労時報社には竪山利文、宝樹文彦なども出入りしていた。1949年に民同右派や社会党右派が結成した独立青年同盟（独青）の結成の中心人物の1人でもあった。
戦時中から右翼運動家の中村武彦と交流があり、戦後に日本健青会の末次一郎、国家社会主義運動家の小島玄之とも交流を持った。

## 著書
- 『労働運動余聞』（水書坊、1999年）
- 『金杉秀信（元造船重機労連中央執行委員長）オーラル・ヒストリー』（政策研究大学院大学C.O.E.オーラル・政策研究プロジェクト［C.O.E.オーラル・政策研究プロジェクト］、2004年）
- 『戦後労働史研究　金杉秀信オーラルヒストリー』（伊藤隆、梅崎修、黒澤博道、南雲智映編、慶應義塾大学出版会［慶応義塾大学産業研究所選書］、2010年）